# European Architecture Students Assembly
Az European Architecture Students Assembly („Európai Építészhallgató-találkozó”, rövid angol nevén EASA) egy alulról indult kezdeményezés. A találkozót 1981 óta rendezik meg évente 400-500 résztvevővel Európa más-más városában.

## Az EASA története
Az első találkozóra Liverpoolban került sor. A helyi építészhallgatók meghívtak kb. 300 diákot különböző európai országokból, hogy javaslatokat fogalmazzanak meg a város problémáinak megoldására. Azóta évente sor kerül a két hetes nyári találkozóra 400-500 fő részvételével. A nemzeti részvételt a National Contact-ok (NC-k) szervezik. A jelenlévők elméleti és gyakorlati workshopokban dolgoznak tutorok vezetésével. A workshopok szorosabban vagy lazábban kapcsolódnak a találkozók témájához.

## Helyszínek és témák
- 1981 Liverpool – Az EASA-érzés megszületése
- 1982 Delft – A bizonytalan jövő építészete
- 1983 Lisszabon – Közösségi terek
- 1984 Aarhus – Fordulópont az építészetben
- 1985 Athén – A város értelmezése
- 1986 Torino – Architecturi Latenti
- 1987 Helsinki-Putikko – Építészet és természet
- 1988 Nyugat-Berlin – A köztes dimenzió
- 1989 Marseille – Örökség és kreativitás
- 1990 Karlskrona (Svédország) – Felfedezés
- 1991 Kolomna (Szovjetunió) – Regeneráció
- 1992 Ürgüp (Törökország) – Vízió 2000
- 1993 Sandwick (Shetland-szigetek) – A sziget
- 1994 Liège – A fogyaszthatatlan fogyasztása
- 1995 Zamosc (Lengyelország) – A határokon túl
- 1996 Clermont l'Herault (Franciaország) – Álomépítők
- 1997 A Vonat Skandináviában – A haladó építészet
- 1998 La Valetta – Élet a végeken
- 1999 Kavala (Görögország)- Ozmózis
- 2000 Antwerpen-Rotterdam – Disz-hasonlóságok
- 2001 Gökçeada (Törökország) – Cím nélkül
- 2002 Vis (Horvátország) – Érzékek
- 2003 Friland (Dánia) – A fenntartható élet
- 2004 Roubaix (Franciaország)- Metropolitain-Micropolitain
- 2005 Berguen (Svájc) – Tran, Trans, Transit
- 2006 Budapest – (Köz)hely
- 2007 Elefszína (Görögország) – City Index
- 2008 Dublin-Letterfrack (Írország) – Adaptáció
- 2009 Brescia (Olaszország) - supermARCHet
- 2010 Manchester (Egyesült Királyság) - Identity
- 2011 Cadiz (Spanyolország) - deCOASTruction
- 2012 Helsinki (Finnország) - Wastelands
- 2013 Žužemberk (Szlovénia) - Reaction
- 2014 Veliko Tărnovo (Bulgária) - Symбиоза
- 2015 Valletta (Málta) - Links
- 2016 Nida (Litvánia) - Not Yet Decided
- 2017 Fredericia (Dánia) - Hospitality

## Külső hivatkozások
- Az EASA központi honlapja Archiválva 2017. szeptember 19-i dátummal a Wayback Machine-ben
- EASA Hungary facebook oldala
- EASA.antville.org
- EASA 2006 (HU)
- EASA 2005 (CH)
- EASA 2003 (DK) Archiválva 2019. november 10-i dátummal a Wayback Machine-ben
- EASA 2002 (HR)